# Localització GSM

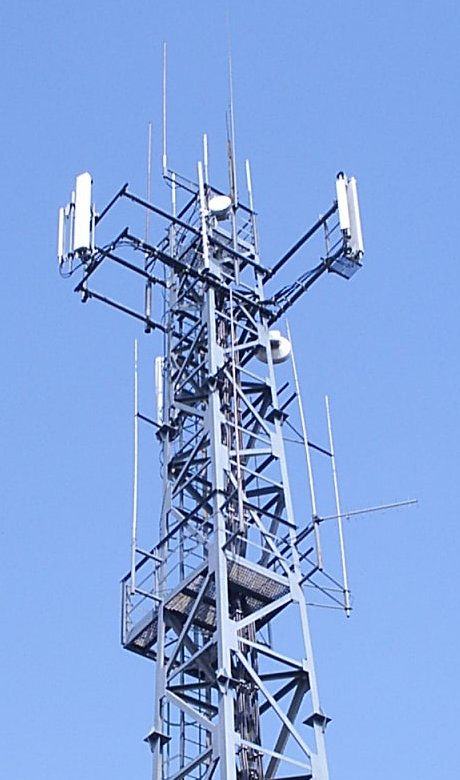
Estació base GSM/UMTS.

La localització GSM és un servei ofert per les empreses operadores de telefonia mòbil que permet determinar, amb una certa precisió, on es troba físicament un terminal mòbil determinat.
La localització GSM pot incloure serveis basats en la localització que donen les coordenades reals d'un telèfon mòbil. És una tecnologia utilitzada per les empreses de telecomunicacions per aproximar la situació d'un telèfon mòbil i, per tant, també la del seu usuari.

## Tecnologia
Per a la localització GSM es poden emprar diferents mètodes:
- Cèl·lula d'origen (Cell of Origin), en el qual s'inclouen l' ID de cèl·lula (Cell ID) i l'ID de cèl·lula millorada (Enhanced Cell ID).[6]
  - ID de cèl·lula: la precisió d'aquest mètode és de 200 m en àrees urbanes, 2 km en àrees suburbanes i varia entre 3 - 4 km en entorns rurals.
  - ID de cèl·lula millorada: amb aquest mètode s'aconsegueix una precisió molt semblant a la que ofereix el Cell ID per a zones urbanes, i en entorns rurals ofereix sectors circulars de 550 m.

- Diferència de temps observada o E-OTD (Enhanced-Observed Timed Difference): la precisió d'aquest mètode depèn del nombre de LMUs disponibles a la xarxa, variant entre 50 m i 200 m amb un LMU per cada 3 estacions base.[2][7]

- Temps d'arribada (Time of Arrival)

- Angle d'arribada (Angle of Arrival)

- Enhanced Observed Time Difference (estimació millorada de la diferència de temps)

- GPS Assistit (Assisted GPS)[8]